# صفي الدين أبو شناف
الفريق / صفي الدين أبو شناف (29 يناير 1931 - 11 مارس 2018) قائد عسكري مصري، شغل منصب رئيس أركان حرب القوات المسلحة سابقاً.

## حياته المهنية
- رئيس اللجنة العسكرية المصرية - الإسرائيلية المشتركة المعنية بتنفيذ اتفاقية السلام واستلام سيناء
- رئيس جهاز الاستطلاع بالمخابرات الحربية
- رئيس أركان الجيش الثاني الميداني
- قائد الجيش الثاني الميداني
- رئيس هيئة التنظيم والإدارة للقوات المسلحة
- مساعد رئيس أركان حرب القوات المسلحة
- رئيس أركان حرب القوات المسلحة

## الحروب
شارك في الحروب التي خاضتها مصر (العدوان الثلاثي - حرب اليمن - حرب 1967 - حرب الاستنزاف - حرب أكتوبر - حرب تحرير الكويت)

### حرب أكتوبر
خلال حرب أكتوبر تولى أبو شناف قيادة اللواء 117 مشاه ميكانيكي خلفا للعميد حمدي الحديدي، والذي أصيب، وكان أبو شناف برتبة عقيد وقتئذ، وحقق اللواء 117 نجاحات كبيرة خلال الحرب واستطاع صد الهجوم المضاد الذي نفذته إسرائيل واستطاع أسر عساف ياجوري .

## الأوسمة والأنواط والميداليات
يعد أبو شناف أحد ضباط الاستطلاع البارزين، على مدى سنوات خدمته بالقوات المسلحة، حيث كان أحد قادة الاستطلاع في حرب اليمن، ونفذوا أعمالا بطولية، ونال عدة ميداليات تقديرا لدوره العسكري الملحوظ منها :
- ميدالية الترقية الاستثنائية عن دوره في حرب اليمن
- نوط الشجاعة العسكري عن أعماله في حرب الاستنزاف
- وسام النجمة العسكرية تقديرا لبطولاته في حرب أكتوبر 1973